# Stora Ängesön-Lilla Ängesön
Stora och Lilla Ängesön est une île de l'archipel finlandais à Kimitoön en Finlande.

## Géographie
Stora Ängesön et Lilla Ängesön ont été deux îles distinctes. Le détroit qui les séparait  a disparu en raison du rebond post glaciaire.
Stora och Lilla Ängesön est située à environ 59 kilomètres au sud de Turku.
La superficie de l'île est de 2,76 kilomètres carrés et sa plus grande longueur est de 3,9 kilomètres dans la direction nord-sud,.
De nos jours, la baie Storfladan se trouve à l'endroit où était le détroit séparant les iles La seule pierre runique de Finlande a été trouvée à Storfladan.